# 浪花少年探偵団
『浪花少年探偵団』（なにわしょうねんたんていだん）は、講談社から刊行された東野圭吾の推理小説。続編と併せて「浪花少年探偵団シリーズ」「しのぶセンセシリーズ」とも呼称される。

## 概要
作品内容
第一作『浪花少年探偵団』は1986年から1988年まで『小説現代』『小説現代臨時増刊』で不定期連載され、1988年12月に単行本、1991年に文庫版が発売された。後に1990年から1992年の間に『小説現代』に掲載された6編を収録した続編『浪花少年探偵団2』が1993年12月に発売され、1996年に『しのぶセンセにさよなら 浪花少年探偵団・独立篇』に改題して文庫版が発売、2011年に『しのぶセンセにさよなら』と再改題した。
大阪・大路小学校の女教師・竹内しのぶが、自らが担任を務める6年5組の田中鉄平と原田郁夫、大阪府警捜査一課の新藤・漆原のコンビを巻き込みながらも、身の回りで起きた事件を解決していく姿を描く。『しのぶセンセにさよなら』では前作の2年後が舞台となり、第一作の終盤でしのぶは兵庫県の大学で内地留学する決意をしたため、教師の職から離れた身となり、鉄平と原田も中学生となっている。
創作までの経緯
『小説現代』で連作するに当たって作ろうとしたキャラクターが思い浮かばなかったため、ネタに困らないという考えから、著者が2番目の姉が教師をしていたことを参考にしてしのぶのキャラクターが生まれたという背景がある。作中の世界観は著者が子供のころに見た風景などを思い出しながら描いており、第一作の舞台となる大路小学校は著者の出身校である小路小学校を一文字変えたものである。なお、第一作収録の「しのぶセンセの推理」は編集部に渡した時点のタイトルは「たこやき食べたら」だった。
『しのぶセンセにさよなら』は第一作の単行本が好評であり、編集部からの評判も良くリクエストされたため再び連載されることとなったが、あとがきで「作品の世界に留まっていられなくなった」と語るように、書きたいものが変わっていったため書くのはしんどく、呑気な世界は書けなくなったという著者自身の心境の変化を理由に、シリーズは『しのぶセンセにさよなら』を以て完結となった。著者は『しのぶセンセにさよなら』に対して「人間は変化するし書く物も変わり、書けなくなるものもあるということに気付かされた」と述べている。
メディアミックス展開
本作品を原作とするテレビドラマが、2000年、山田まりや主演でNHK教育のドラマ愛の詩で放送された。2012年7月からは多部未華子主演によりTBS系列のパナソニック ドラマシアター枠で放送。また、『しのぶセンセの推理』から『しのぶセンセの上京』までは沖本秀子により漫画化されている。
その他
宮部みゆきは第一作の文庫版解説で自身が熱狂的ファンと公言する漫画『じゃりン子チエ』の主人公・チエが大人になった時の姿にしのぶを連想させるとして、本作品のシリーズを愛好していると語っている。

## 登場人物
登場人物はいずれも関西弁で話すが、本間など一部の人物は標準語で話す。

### 主要人物
竹内 しのぶ
生野区・大路小学校教師、6年5組担任。25歳（初登場時）、独身。
短大を卒業後に子供のころの夢だった教師の道に進み、大路小学校に赴任した。家族構成は母・妙子と、家電メーカー工場長の父・茂三とOLの妹がいる。
一見すると丸顔の美人なのだが、そんな外見とは裏腹に大阪の下町出身の気質ゆえか、負けん気が強い上に口も手も早く大雑把な性格。好奇心旺盛でなおかつ目の前の厄介事を放っておけない性分から、幾度か事件に首を突っ込み、持ち前の推理力・観察力と女性ならではの視点によって事件の謎を明らかにし、事件解決に一役買っている。足が速く、ソフトボールでエースの4番だった過去があり、実業団から誘いを受けたこともある。食べ物に目が無く、それで釣られてしまう一面もある。
教育についてもっと勉強したいという想いから、大路小学校で卒業式を迎える春から内地留学のために2年間兵庫県の大学に通う日々を送り、新藤・漆崎とも疎遠になっていたが、ある事件以降再び交流を持つようになる。そして内地留学を終えたあとは、阿倍野の文福小学校で教師に復帰した。
田中 鉄平
大路小学校6年5組の生徒→中学2年生。
ファミコンやパソコンに詳しく、ゲームにおいては事前に攻略本を駆使した高い腕前を誇り、友達にテクニックを自慢している。
原田 郁夫
大路小学校6年5組の生徒→中学2年生。
鉄平の親友で、いつも鉄平と行動を共にしている。
新藤
大阪府警捜査一課刑事。初登場時は来年30歳になるという年齢。見た目はエリート刑事然としているが、中身は天性の三枚目で大事な場面でも締まらないことが多い。
自身が担当する事件でしのぶとその生徒たちと関わり、いつしかしのぶに好意を持ち、何かとアプローチを仕掛けてくる。鉄平と原田とはしのぶの仲を取り持つために結束しているが、2人には何かしら見返りを求められる。その鉄平たちにはヒラと呼ばれている。
漆崎
大阪府捜査一課刑事。新藤の相棒的存在でよくコンビを組んで捜査をする。
鉄平らからは万年ヒラと揶揄されているが、刑事としての洞察力は高く、しのぶとは違う立場で事件の真相に辿り着くこともしばしば。
本間 義彦
豊中市にある産業機械の大手メーカーの子会社「K工業」の幹部候補のエリート。初登場時は28歳。東京の営業所にいたため標準語。
しのぶとお見合いをし、その最中に起きた事件を境にしのぶに惹かれ、以降新藤とは恋敵として顔を合わせる度に小競り合いを繰り広げる。
気障だがエリートであることを鼻に掛けず、下請けのことも思いやれる度量を持つ。経済や世界情勢に明るいが、巨人ファンでもあるためしのぶと共通の話題が無いのが難点（ただ、しのぶは本間と結婚したら互いの足りない部分を補えると評している）。

### その他
竹内 妙子
しのぶの母親。愛想がいいおしゃべり好きな性格。
新藤とも仲良くなっており、彼のしのぶへの気持ちを知った上で後押しする。
畑中 弘
大路小学校6年5組の生徒→中学2年生。
鉄平・原田とつるむことが多い。
村井
大阪府警捜査一課警部。新藤・漆崎の上司で、禿げ頭。
中田
大路小学校教頭。
頭の薄さを隠すために0：10分けにしているため、しのぶの発言がきっかけで生徒たちから「ゼロジュウ」という渾名を付けられている。

## 収録作品

### 浪花少年探偵団
しのぶセンセの推理
初出：『小説現代臨時増刊』1986年8月
大阪の大路小学校の女教師・竹内しのぶが請け負う6年3組の生徒の福島の父親・文男が殺害された。その前夜、文男が妻・雪江の制止を振り切り、金を持って去った姿が確認されたが、捜査を担当する大阪府警捜査一課の新藤と漆崎はそれ以上の手がかりを掴めずにいた。そんな中、クラスの原田と畑中の取っ組み合いの喧嘩を仲裁した際、福島が父親のことを死ねばいいと語っていたと聞いたしのぶはいても立ってもいられず、福島の元に駆けつけ事件に首を突っ込んでいく。やがてしのぶは生徒の作文によって事件の真相に気付く。事件の鍵を握っていたのはたこ焼きだった。
- 福島 友宏…大路小学校6年5組の生徒。軽トラの屋台でたこ焼き屋を経営していた父親の手伝いをしていたことがある。
- 福島 雪江…友宏の母親。「株式会社チルド」という玩具メーカーの堺工場に勤務しており、そこで小型巻線機でモーターのミニチュアを作る作業に従事していた。2年ほどパートだったが、4月ほどから正社員となった。
- 福島 文男…友宏の父親。職を無くしてから酒とギャンブルに溺れ、家庭内暴力を振るうようになっていた。「N建設」の社長とは幼馴染で、その社長から会社のトラックを借りていた。
- 山田 徳子…福島家の住むアパートの住人で50過ぎの女性。文男がトラックに乗ってアパートから去った場面を目撃した。おしゃべり好きで話がオーバー気味。

しのぶセンセと家なき子
初出：『小説現代臨時増刊』1987年2月
鉄平と原田が買ったばかりのファミコンソフトをひったくりに奪われた。事情を知ったしのぶはひったくりを捕まえようと2人を連れて被害に遭った駅前の商店街で張り込みをし、ひったくりを見つけるが、予想外の俊足により取り逃がしてしまう。一方、商店街の近くの長屋で住人の男性が刺殺された事件が発生。その男性は一人息子と暮らしていたが、その息子は行方不明となっていた。だが、その行方不明の息子こそ、しのぶたちが追っていたひったくり犯だった。
- ひったくり犯の少年…荒川の息子。事件発覚より前に父親の元から失踪している。口が達者で、土地勘も手伝ったとはいえしのぶから逃げ切れるほどの俊足の持ち主。
- 千枝子…35歳。利夫の前妻。失業後も働かない利夫に愛想を尽かして離婚、現在は保険の外交員をしている。
- 梶野 真知子…中学生。2年前まで大路小学校の生徒で、担任ではないしのぶとも親しかった。
- 荒川 利夫…殺された男性。半年前に現在の住所に引っ越してきたが区役所に転居届を出していない。以前はトラックの運転手だったが、飲酒運転で事故を起こしてクビになり、現在は無職。
- 梶野 政司…真知子の父親で長屋の主人。50歳過ぎの腹がでっぷり出ている。娘には血を見ただけで気を失うと言われるほど気の弱い人間と評される。

しのぶセンセのお見合い
初出：『小説現代臨時増刊』1987年7月
中田の強引な進めで、「K工業」のエリート・本間義彦とお見合いをすることになったしのぶ。しのぶに想いを寄せる新藤は鉄平と原田からそのことを聞きつけ、鉄平たちと共に見合いの場を見張ることに。お見合いは問題なく進む中、仲人となった「K工業」社長・元山が、本社工場内で殺害された事件が発生する。社長はお見合いが始まる一時間前の三時以降に殺害されたことが判明、容疑者たちには動機はあれどアリバイがあり、そして本間も容疑者の一人として連ねていた。
- 元山 政夫…「K工業」社長。中田と共に本間のお見合いに熱心だった模様だが、事件当日には工場での用を済ませようとしていた。
- 元山 武夫…「K工業」専務で社長の息子。態度は相当に横柄で、社長を殺す動機のある者として本間や下請けの関係者を疑いきっている。
- 田辺…「K工業」の工場長。専務の参謀役で腹心の部下でもある。
- 戸村…「K工業」の下請け工場の社長。本間には世話になったこともあり、親交がある。
- 大原 ゆり子…「K工業」経理部職員。武夫の経費の使い込みを手伝い自身も5%の分け前をもらっていた。千里ニュータウンの高層マンションに住んでおり、プレイヤーという煙草を吸っている。

しのぶセンセとクリスマス
初出：『小説現代』1987年12月
クリスマスイブ、女性が浴槽で手首を切って死亡した事件が発生。事件は自殺に見せかけた他殺と断定され、浴槽には「ケーキ」というダイイング・メッセージが残されていた。一方、しのぶと新藤は鉄平と原田と本間の自宅でクリスマスパーティーを催すことに。だがパーティー用にしのぶが調達したクリスマスケーキの中から、女性殺害事件に使用された血の付いたナイフが現れてきた。例によってしのぶが首を突っ込む一方、彼女の周辺ではUFOが飛んでいたという噂が広まっていた。
- 藤川 朋子…殺害された女性。千賀子とは高校時代からの親友で、以前は千賀子と同じ英会話スクールで事務をしていた。
- 高野 千賀子…24歳、遺体の第一発見者。淀屋橋の英会話スクールで事務員として勤務する。
- 松本 悟郎…29歳、千賀子の恋人。千賀子と同じ英会話スクールで講師をしている。外大卒で、アルバイトをしながら通訳の勉強をし、約1年ほど渡米経験がある。長身、浅黒い肌とモデルのような容姿の持ち主。
- 酒井 直行…明子の恋人。日本橋の五階建てビルの三階にある電気店勤務。痩せて顔色の悪く気の弱そうな男性。松本とは高校からの友人。朋子とは半年前に松元と千賀子からの紹介で交際して婚約していた。

しのぶセンセを仰げば尊し
初出：『小説現代』1988年3月
大路小学校が1週間後に卒業式を控えていたころ、ラブホテル裏の草むらで女性の遺体が発見された。一方、熱で学校を欠席した鉄平は同じマンションに住む下級生の奈々の母親・町子が3階のベランダから転落して倒れている場面に遭遇。幸い命に別状はなかったものの、奈々から聞いた町子の様子を聞いた鉄平は、何者かが突き落としたのではと思い、しのぶに相談する。やがて卒業式当日、二つの事件の真相が明らかになったとき、思いがけない非常事態が発生する。そしてしのぶ自身も旅立ちの決意を秘めていた…。
- 朝倉 奈々…鉄平と同じ「緑山ハイツ」に住む大路小学校の5年生。鉄平に好意を持ち、もうすぐ卒業する鉄平にマフラーをプレゼントする。ためらいや考える最中に地面をつま先で蹴るのが癖。
- 朝倉 町子…奈々の母親。布団を干している最中に転落した。その際、落ちるのとは別の言い知れぬ恐怖を感じていたという。
- 宮本 清子…20歳。遺体の女性。父親は5年前に死去、雑貨屋を経営する母・和美と二人の妹がいる。勉強は振るわなかったが、それでも府立高校に進学し、高校を卒業してから実家を出て守口市の電子部品メーカーに勤めていた。中田のかつての教え子でもあった。
- 飯塚…清子が配属しているパワー・トランジスタ製造ラインの班長。新藤・漆原の聞き込みに応じる。背は低く、働き者という雰囲気がある。

### しのぶセンセにサヨナラ
しのぶセンセは勉強中
初出：『小説現代』1990年2月号別冊
鉄平の頼みで商店街の草野球にピンチヒッターとして参加したしのぶ。その後、鉄平と共に相手側の「西丸商店」会長・西丸仙兵衛宅の豪邸に招かれたしのぶは、その勝気さを仙兵衛に買われ、社長秘書にスカウトされる。しのぶがすぐさま席を立とうとしたその時、販売部長の米岡が豪邸近くの会社から転落死した。しかし米岡の死は自殺か他殺、どちらかの見解に疑問をつけるように不可解だった。一度は新藤・漆原との関わりを避けようとしたしのぶも事件に関わり、やがて「西丸商店」の社員たちが抱えていた事情にも光を当てていく。
- 西丸 仙兵衛…制服や作業着を製造直売している「西丸商店」会長。社長の座を息子に譲り、大友福子という女性をお手伝いにし、隠居生活を送っている。安物をさも高級品のよう着飾る筋金入りのドケチで押しの強い性格。
- 西丸 昭一…仙兵衛の息子で「西丸商店」社長。標準語。仙兵衛とは異なり、ドライな性格で会社を合理的な方針で経営している。
- 米岡 伸治…「西丸商店」販売部長。目立たない、気の弱いと評され、人の恨みを買うような人物ではないことが窺える。高所恐怖症。
- 富井…「西丸商店」社員。仙兵衛の腹心の部下で、よく彼の周りに付き従っている。

しのぶセンセは暴走族
初出：『小説現代』1990年11月号
自分が車を知って交通事故から子供たちを守ると高い決意を持って車の免許を取得するため自動車学校に通うしのぶ。そんな中、しのぶは原田の母・日出子の誘いで、教官の若本と共に交通量の少ない早朝の秘密特訓に参加する。だが特訓が終わって帰ると、部屋の前に犬の糞が放置された日が続き、しのぶが犯人を捕まえようと特訓を休んだその日、日出子が事故に遭い、若本が意識不明の重体に陥ってしまう。日出子の乗る車に衝突した車が逃げ出し、日出子の過失が大きくなる可能性が強める中、話を聞いた新藤の一言から犬の糞の件を含め事故が仕組まれたものだという疑惑が浮上する。事件の真相に近づいた時、仮免中のしのぶの嵐のドライビングテクが炸裂する。
- 原田 日出子…原田の母親。しのぶと同じく免許取得のため「大阪グリーン自動車教習所」に通っている。二つのことを同時に出来ないほど不器用で、より多く時間外講習を受けている。
- 若本…「大阪グリーン自動車教習所」教官。担当の車番号は32番。三十代半ばの男前。元レーサー志望で、身寄りが無い。日出子が配車手続きの係と親交を持ったため、3回も日出子の講習を担当している。

しのぶセンセの上京
初出：『小説現代』1991年5月号
東京に引っ越したかつての教え子・中西からの手紙で彼の境遇を案じ、友人の結婚式に出席する機会を使って鉄平と原田と共に上京したしのぶ。中西家に来訪したしのぶたちだが、両親の様子は険悪で、さらに3人は中西夫人の頼みで中西氏が利用するホテルに宿泊することに。3人がホテルまでの道に迷って東京にいる本間に助けてもらうまでの間に、中西家に電話を掛けたしのぶは電話口の様子から中西家で誘拐事件が起きていることを知る。犯人は身代金に5千万円を要求、受け渡し場所に東京ディズニーランドのホーンテッドマンションを指定していた。
- 中西 雄太…元大路小学校6年5組の生徒。卒業後、父親の仕事の関係で東京に引っ越す。周囲を柵で覆った、庭付きの洋風の自宅に住む。
- 中西 景子…雄太の姉。高校生で、振る舞いはしっかりとしている。
- 中西夫人…雄太の母親。いかにも上流階級の雰囲気で礼を尽くすタイプ。家庭に目を向けない夫に不満を抱く。
- 中西氏…雄太の父親。典型的な仕事人間といった人物で、忙しさから雄太と言葉を交わす機会が少ない。
- 中西 利広…雄太の弟で誘拐事件の被害者。まだ幼稚園児ぐらいの年頃。

しのぶセンセは入院中
初出：『小説現代』1992年6月号別冊
畑中からお好み焼きを奢ってもらった鉄平と原田。畑中の羽振りの良さに何か違和感を覚えた2人はしのぶに相談しようとするが、当のしのぶは盲腸で入院していた。そんな中、しのぶと相席になった老婆・藤野の夫が泥棒に襲われる事件が発生。手口はプロの者ではなく、犯人が金目の物もない藤野の家に入った理由が分からない上に、今度はしのぶの病室に侵入者が出現し…。
- 藤野…帯状ヘルペスで入院している老婆。煙草屋をしていて近所の鉄平とは顔見知り。偏屈な性格で、その上金に関してずる賢い。
- 藤野 与平…藤野の夫。

しのぶセンセの引っ越し
初出：『小説現代』1992年6月号
東成区大今里の2階建て住宅に侵入した男性が住人の老婦人に撲殺された。その老婦人の稲子と男性に面識は無いため正当防衛の線も浮かぶ中、男の身元が判明し、新藤は男の住所先でしのぶのいるアパートを訪問する。そのころしのぶは、内地留学を終え教師に復職するため、鉄平と原田と共に実家への引っ越しの準備を進めていた。だが、新藤から事件を聞き、しのぶも隣室で起きた問題に足を踏み入れていく。稲子と男の繋がりの有無が掴めぬ中、教師としての勘の鈍さを懸念していたしのぶは両者を繋ぐある接点を発見する。
- 松岡 稲子…事件の加害者となった62歳の老婦人。夜中に2階の和室を物色している男に襲われそうになって反撃して殺してしまったと主張。最近老人ホームに入居するため、銀行で400万引き下ろしている。
- 安西 千鶴…芳子の娘。芳子と彼女の死んだ夫との間に産まれる。小学校5年生ぐらいの美少女で尾崎豊の曲を好んで聴く。看護婦になることが将来の夢。しのぶと知り合うが、事件に話が及ぶと距離を取ってしまう。
- 安西 芳子…しのぶの住むアパートの隣室の女性。夫の死後、飲み屋で働くようになり、勤務先で永山と知り合う。
- 永山 和雄…事件の被害者。芳子の内縁の夫で、彼女の部屋を出入りし、芳子の稼ぎを巻き上げ、暴力も振るっていた。麻薬取締法違反で逮捕された前科がある。

しのぶセンセの復活
初出：『小説現代』1992年12月号
内地留学後、阿倍野の文福小学校に赴任し4年2組の担任となったしのぶ。だが、この4年2組、素行に問題はないが、転勤した前担任の山下の影響力が強すぎて何かにつけて山下を引き合いに出し、なかなか素直に言うことを聞かないのであった。そんな中、山下が生徒の渋谷が跳び箱の練習中に跳び箱が倒れたことで怪我をしたことで、学校を辞めたという事情を知ったしのぶ。跳び箱が簡単に倒れるのだろうかと疑問を挟みながら、担任交代によって生じる問題を危惧し、生徒や親そして山下にも話を聞くことに。その中で渋谷の事件の真相を知ったしのぶは、新藤との恋に一つの答えを出し、教師として新たな出発を迎えるのだった。
- 上原 美奈子…文福小学校4年2組生徒。生意気かつませた性格だが、頭も良く学内の情報通でもある。クラスで最もしのぶの言うことを素直に聞かないものの、最初にしのぶと親しくなった。ファッションや下世話に目が無い。
- 渋谷 淳一…文福小学校4年2組生徒。運動音痴な上に何をするにも鈍臭く、クラスからは「ドン渋」の渾名で呼ばれている。
- 芹沢 勤…文福小学校4年2組生徒。運動神経抜群で容姿もよい。山下を敬慕していたが、それゆえに山下が辞める要因となった渋谷に陰湿な嫌がらせをしている。そのため、しのぶには中々心を開かない。
- 山下 博夫…文福小学校4年2組が3年生だった時の担任教師。肩幅が広くがっちりとしたスポーツマン然とした体型。教師としても非の打ちどころのない人物で、中学のころからスポーツに打ち込みインターハイで3位を取り新聞に載ったこともある。
- 芹沢 郁子…生命保険会社の外回り。家で仕事をするデザイナーの夫が独立したのに伴い、2年前に現住所に引っ越してきた。
- 渋谷の母…PTAの役員。叔父が市会議員で発言力もあり、息子が怪我をした責任を山下に追及し転勤に追いやった。

## テレビドラマ

### NHK版（2000年）
NHK教育のドラマ愛の詩にて2000年10月7日から12月23日まで毎週土曜の18時 - 18時30分に放送された。登場人物などはほぼ原作通りだが、ミュージカル仕立ての回（第9話）があるなど、かなり原作から脚色されている。主人公の竹内しのぶが太極拳をやっているというのも、原作にはない（原作ではソフトボールが得意）。

#### キャスト
- 竹内 しのぶ（浪花小学校6年3組担任） / レナ王女（ロリシカ王国） - 山田まりや
- 新藤 雅美（玉造署刑事・しのぶの幼なじみ） - 細見大輔
- 本間 義彦（平和工業・しのぶの見合い相手） / ドラリス王子 - 岸本祐二

浪花少年探偵団
- 田中 鉄平（6年3組） - 中村大輝
- 北川 いずみ（6年3組） - 飛田春留奈
- 上原 美奈子（6年3組） - 菅原さくら
- 原田 郁夫（6年3組） - 尾崎光洋

浪花小学校
- 中西 雄太（6年3組） - 熊渕卓（熊淵卓）
- 戸村 大樹（6年3組） - 中野敬祐
- 遠藤（6年3組） - 雪岡剛哲
- 佐藤（6年3組） - 加藤祐輝
- 池済先生（6年1組担任） - 紅萬子
- 中田教頭 - 池乃めだか

近所の住人
- のりこ（不動産屋の娘・しのぶの幼なじみ） - 海原やすよ（海原やすよ・ともこ）
- かつよ（酒屋の娘・しのぶの幼なじみ） - 海原ともこ（海原やすよ・ともこ）
- あやめ（近所に住むおばちゃん） - 正司照江
- サニー（栄荘に住むインド人） - サニー・フランシス

しのぶの家族
- 竹内 嘉一郎（しのぶの父親・お好み焼き「たけうち」店主） - 中島らも
- 竹内 妙子（しのぶの母親） - 和泉ちぬ

その他
- 漆崎警部補（玉造署刑事・新藤の上司） - 荒谷清水

##### ゲスト
- 第1話
  - 中西 孝雄（中西雄太の父） - 中西良太
  - 中西 芳恵（中西雄太の母） - 黒田福美
  - 中西雄太の姉 - 水瀬亜梨沙
  - 中西 利弘（中西雄太の弟） - 加藤健太郎
- 第2話
  - 戸村 清（戸村大樹の父） - 河野洋一郎
  - 戸村大樹の母 - 水島かおり
  - 平和工業社長 - 結城市朗
  - 武夫（社長の息子） - 菊地聡
  - 田辺工場長 - 岩鶴恒義
  - 理髪店店主 - 内藤裕敬
- 第3話
  - 「ぜんまい堂」店員 - 安斎肇
  - 長瀬孝夫の彼女 - 中井佳代
  - 緑荘の大家 - 溝田繁
  - 温水洋一
  - 村松利史
- 第4話
  - 米岡 - 大杉漣
  - 近藤芳正
  - 牟田悌三
- 第5話
  - 相馬（漫才コンビ・北風と太陽、しのぶの小学校時代の同級生） - 安宅慶太
  - 秋田 正志（漫才コンビ・北風と太陽、相馬の相方） - 前田晃男
  - 麗子（相馬の彼女） - 春菜優希
  - ランディーズ
- 第6話
  - 佐藤の母 - 根岸季衣
  - 遠藤の母 - 大島蓉子
- 第7話
  - 富士子 - 石井トミコ[3]
  - たこ焼き屋 - 笑福亭松之助
  - たかし - 奥田智彦
  - こうへい - 久野雅弘
  - こうへいの祖父 - 久保田進
  - しのぶの旧友 - 八嶋智人、亀山忍、中井重文
- 第8話
  - 風のヤス（謎の鍵師） - 國村隼
- 第9話
  - ロリシカ王国国王 - 木村元
  - 側近 - ウォーターハウス美希、ウォーターハウス亜耶
  - 黒めがねの男（レナ王女を拉致） - 山内勉、辻本修作、西田政彦
  - 戸田恵梨香
- 第11話
  - 原田 直之 - 仁科貴
  - 明子（原田の婚約者） - 三輪ひとみ
  - 酒井敏也
- 第12話
  - 名取 硝子 - 藤原ひとみ
  - 座長 - 澤村正一
  - 名取硝子の母 - 藤本喜久子

#### スタッフ
- 監督 - 大橋守
- 脚本 - 長川千佳子[2]、久松真一[2]、犬童一心[2]、飯野陽子[2]、土田英生[2]
- 音楽 - ゲイリー芦屋[2]
- 大阪弁指導 - 和泉ちぬ

#### 放送日程
| 各話   | 放送日   | サブタイトル                               | 脚本       | 演出   |
| ------ | -------- | ------------------------------------------ | ---------- | ------ |
| 第1話  | 10月07日 | しのぶセンセがやってきた                   | 長川千佳子 | 大橋守 |
| 第2話  | 10月14日 | しのぶセンセのお見合い                     | 長川千佳子 | 大橋守 |
| 第3話  | 10月21日 | しのぶセンセと家なき子                     | 長川千佳子 | 大橋守 |
| 第4話  | 10月28日 | しのぶセンセと消されたファイル             | 久松真一   | 黒崎博 |
| 第5話  | 11月04日 | しのぶセンセと初恋の君                     | 久松真一   | 吉田努 |
| 第6話  | 11月11日 | センセと氷点下地獄                         | 久松真一   | 大橋守 |
| 第7話  | 11月18日 | しのぶセンセと幽霊列車                     | 犬童一心   | 大橋守 |
| 第8話  | 11月25日 | しのぶセンセとナゾの鍵師                   | 長川千佳子 | 黒崎博 |
| 第9話  | 12月02日 | しのぶセンセと消えたプリンセス             | 飯野陽子   | 大橋守 |
| 第10話 | 12月09日 | しのぶセンセと飛ぶ放課後                   | 土田英生   | 吉田努 |
| 第11話 | 12月16日 | しのぶセンセとマイ・ファニー・バレンタイン | 土田英生   | 黒崎博 |
| 最終話 | 12月23日 | しのぶセンセにサヨナラ                     | 長川千佳子 | 大橋守 |

### TBS版（2012年）
TBS系列のパナソニック ドラマシアター枠にて2012年7月2日から2012年9月17日まで毎週月曜の20時 - 20時54分に放送された。初回は1時間拡大の19時 - 20時54分。主演の多部未華子はTBSの連続ドラマ初主演であり、初の教師役を演じる。さらに、「ナショナル劇場」が松下グループの社名変更に伴う「パナソニック ドラマシアター」に枠名改称後、初の女性主演作品にあたる。撮影は放送開始前の2012年1月から4月中旬まで行われた。パナソニックドラマシアター枠の現代劇では初となる解説放送（ステレオ2）が行われている。
シリーズ2作を原作とし、しのぶが受け持つクラスは6年2組となっている。ドラマ版では原作の登場人物にドラマ独自の設定が加えられ、原作の「しのぶセンセの復活」に登場する文福小学校4年2組の生徒たちもドラマでは大路小学校6年2組の生徒になっている。
番組内ではパナソニック（単独提供）のコラボレーションCMを放送している。出演は原田兄弟役のまえだまえだと原田昌夫役の温水洋一。母親が書き置きを残して、家を留守にするところから物語が展開していく。なお温水は2000年版にも出演した。

#### キャスト（2012年）
竹内 しのぶ - 多部未華子（小学生時代：畠山紬）
大阪市立大路小学校6年2組担任。本作品では常勤講師。短気な性格が災いして小学校の教員採用試験に落ち続けている。推理小説のファンで自宅に探偵シリーズの本を何冊も所有している。
新藤 修平 - 小池徹平
大阪府警住吉中央警察署捜査一課 巡査部長。
本間 義彦 - 山本耕史
しのぶの見合い相手。なにわ製油幹部候補のエリート営業部社員。
榛名 美佳 - 木村文乃
大路小学校音楽教師。新しく赴任してきたしのぶが学校内で注目されるようになり、ライバルとして敵意を露わにする。
浪花少年探偵団
友宏の父親・文男が殺害された事件を機に結成する。修は郁夫によると年齢制限のため補欠扱い。
原田 郁夫 - 前田航基（まえだまえだ）
6年2組。修という弟がおり、両親が串カツ屋を営み本編の主要人物として登場するなど大幅に設定が加えられている。
田中 鉄平 - 濱田龍臣
6年2組。東京からの転校生。関西弁のイントネーションを度々、原田兄弟に注意される。
原田 修 - 前田旺志郎（まえだまえだ）
5年1組。郁夫の弟。
畑中 弘 - 高橋晃
6年2組。実家はサンセット商店街で銭湯・梅の湯を営んでいる。

6年2組
- 土屋 芙美（学級委員長） - 八木優希
- 上原 美奈子 - 二宮星
- 福島 友宏 - 伊澤柾樹
- 芹沢 勤（クラスの女子に不人気・淳一をいじめる） - 吉井一肇
- 朝倉 奈々（クラスのマドンナ） - 浜辺美波
- 中西 雄太（東京に転校した生徒） - 吉岡竜輝
- 渋谷 淳一（勤にいじめられる） - 橋本一輝
- 阿部 翔太 - 上妻成吾
- 石川 萌 - 今井風花
- 井上 拓真 - 市川理矩
- 江藤 美咲 - 佐々木麻緒
- 加藤 亮太 - 松野太賀
- 園田 優花 - 梅沢朋花
- 根岸 明日香 - 川田怜奈
- 野田 翼 - 鈴木励和
- 日野 桃子 - 佐藤瑠南
- 松川 はるか - 樽本真生夏
- 間中 翔 - 谷藤力紀
- 三輪 菜月 - 古川加奈子
- 持田 舞 - 蔵前美郁
- 吉川 美羽 - 横山久留美

その他
- 原田 日出子（原田兄弟の母親・ペ・ヨンジュンの大ファン） - 斉藤由貴
- 原田 昌夫（原田兄弟の父親・串カツま〜ちゃん店主） - 温水洋一
- 西田 真人（5年1組・修の友達） - 平松來馬
- 漆崎 進（大阪府警住吉中央警察署捜査一課刑事・新藤の上司） - 段田安則
- 中田 幸夫（大路小学校教頭・しのぶの恩師） - 小日向文世
- 竹内 妙子（しのぶの母親） - 松坂慶子

##### ゲスト（2012年）
- 第1話
  - 福島 文男（友宏の父親・たこ焼き店店主） - 木村祐一（第11話〈回想〉）
  - 福島 雪江（友宏の母親・みすず食品社員） - 富田靖子（最終話 / 第11話〈回想〉）
  - 水谷（大阪グリーン自動車教習所教官） - 六角精児（第2話）
  - 福島 さくら（友宏の妹） - 吉沢海音（第11 - 最終話）
  - 小川 大介（大路南建設社長・文男の幼なじみ） - 大谷亮介
  - 木戸（みすず食品主任） - 長谷川朝晴
  - 老婆（わかば荘住人） - 雪代敬子
  - 山田 徳子（わかば荘住人） - 久本雅美

- 第2話
  - 若本 俊一（大阪グリーン自動車教習所教官） - 姜暢雄（第1・3話）
  - 小林（大阪グリーン自動車教習所受付） - マギー
  - 警察署長（大阪府警住吉中央警察署） - 小林隆（最終話）

- 第3話
  - 元山 武夫（政夫の息子・なにわ製油専務） - 相島一之
  - 元山 政夫（なにわ製油社長） - 鶴田忍
  - 戸村 一郎（戸村加工店社長） - 志賀廣太郎
  - 田辺（なにわ製油工場長） - 正名僕蔵
  - 大原 ゆり子（なにわ製油経理担当） - 町田マリー
  - 畑中 美枝子（弘の母親） - 斉藤こず恵（第5・最終話）
  - 朝倉 町子（奈々の母親・看護師） - 笛木優子（第5・10 - 最終話）

- 第4話
  - 西丸 仙兵衛（西丸商店会長） - 蟹江敬三
  - 西丸 昭一（西丸商店社長・仙兵衛の息子） - 梶原善
  - 和代（西丸商店社員） - たくませいこ
  - 米岡 伸治（西丸商店販売部長） - 牧村泉三郎
  - 大友 福子（西丸家家政婦） - 藤本静

- 第5話
  - 藤野 ツル子（与平の妻） - 正司照枝
  - 藤野 与平（たばこ屋主人） - 織本順吉

- 第6話
  - 芹沢 育子（勤の母親・税理士） - 京野ことみ
  - 山下 博夫（大路小学校6年2組前担任） - 高橋一生
  - 芹沢 保（勤の義父・デザイナー） - 小林正寛
  - 渋谷 容子（淳一の母親・PTA役員） - メイサツキ（最終話）

- 第7話
  - 宮下 千枝子（なにわ生命保険外交員） - 有森也実
  - 上原 政司（美奈子の義父・長屋の大家） - 田口浩正
  - 上原 真理江（美奈子の母親・スナックジプシーママ） - 安藤玉恵（最終話）
  - 荒川 利夫（元長距離トラック運転手） - 高橋努
  - 荒川少年（利夫・千枝子の息子） - 小山颯

- 第8話
  - 中西 知美（雄太の母親） - 筒井真理子
  - 中西 雅彦（雄太の父親） - 中島久之
  - 中西 景子（雄太の姉） - 荒井萌
  - 中西 利広（雄太の弟） - 樋口海斗

- 第9話
  - 安西 千鶴（大路小学校4年1組） - 石井萌々果
  - 安西 芳子（千鶴の母親・居酒屋店員） - 中島ひろ子
  - 松岡 稲子（住吉荘住人・住吉厚生総合病院元入院患者） - 中原ひとみ
  - 永島 和雄（芳子の内縁の夫） - 三上市朗
  - 若松（日出子が恋に落ちる男性） - 姜暢雄

- 第10話
  - 松本 悟郎（なにわ英会話スクール講師） - 井坂俊哉
  - 高野 千賀子（悟郎の恋人） - 松本まりか
  - 藤川 明子（千賀子の親友） - 早織
  - 酒井 直継（明子の婚約者） - 金井勇太
  - 筒井 美智代（なにわ英会話スクール事務員） - ふせえり
  - ケーキ屋ポンポン主人 - 鷲尾真知子

- 第11話 - 最終話
  - 飯塚 正人（なにわ技研製作所製造課班長） - 升毅（第11話）
  - 宮本 和美（清子の母親） - 藤吉久美子
  - 横田 透（なにわ技研製作所開発課） - 平岳大
  - 児玉 春代（清子の同僚） - 伊藤修子（第11話）
  - 宮本 清子（なにわ技研製作所製造課） - 菊池友里恵
  - 田中 美代子（鉄平の母親） - ちはる

#### スタッフ（2012年）
- 原作 - 東野圭吾『浪花少年探偵団』『しのぶセンセにサヨナラ』（講談社文庫刊）
- 脚本 - 吉田紀子、江頭美智留、沼津そうる
- 音楽 - 渡辺俊幸
- 主題歌 - ゆず「また明日」（SENHA & Co.）
- 演出 - 清弘誠、池澤辰也、東田陽介
- 演出補 - 武居正能、金澤友也、増間高志、宮下直之、吉田望、中塚久詔
- 音響効果 - 牧瀬能彦
- タイトルCG - 川上昌人
- CG制作 - 岡野正広
- 警察監修 - 吉川祐二（オフィスワイズ）
- 医療監修 - 冨名腰文人
- 方言指導 - 野々村のん[注 3]、筒井巧（劇団青年座）
- ソフトボール監修 - 野口格子 (PCP)
- 合唱・ピアノ監修 - 永咲友梨
- 河内音頭指導 - 八尾市河内音頭全国発信隊、山崎美恵鶯
- 技斗 - 大道寺俊典
- 操演 - 羽鳥博幸
- 取材協力 - 藤倉憲一（大阪市立小路小学校校長）
- 脚本協力 - 酒巻浩史 (JCM)
- 技術協力 - フォーチュン
- 美術協力 - フジアール
- ポスプロ - ビデオスタッフ
- ロケ管理 - ミヤビプランニングオフィス
- スタジオ - 日活撮影所
- プロデューサー - 黒沢淳（テレパック）
- ラインプロデューサー - 荻原達
- プロデューサー補 - 浅野ひとみ、小林孝道
- 製作 - テレパック、TBS

#### 放送日程（2012年）
●印は『浪花少年探偵団』収録作、▲印は『しのぶセンセにさよなら』収録作が原作。
| 各話                                                      | 放送日  | サブタイトル                                                 | 脚本       | 演出     | 視聴率 |
| --------------------------------------------------------- | ------- | ------------------------------------------------------------ | ---------- | -------- | ------ |
| 第1話                                                     | 7月02日 | しのぶセンセの名推理● （原題：しのぶセンセの推理）           | 吉田紀子   | 清弘誠   | 7.8%   |
| 第2話                                                     | 7月09日 | しのぶセンセは暴走族▲                                        | 吉田紀子   | 池澤辰也 | 6.0%   |
| 第3話                                                     | 7月16日 | しのぶセンセのお見合い●                                      | 江頭美智留 | 池澤辰也 | 5.6%   |
| 第4話                                                     | 7月23日 | しのぶセンセと密室殺人▲ （原題：しのぶセンセは勉強中）       | 江頭美智留 | 清弘誠   | 7.1%   |
| 第5話                                                     | 7月30日 | しのぶセンセは入院中▲                                        | 吉田紀子   | 池澤辰也 | 5.5%   |
| 第6話                                                     | 8月06日 | しのぶセンセと前のセンセ▲ （原題：しのぶセンセの復活）       | 江頭美智留 | 清弘誠   | 6.4%   |
| 第7話                                                     | 8月13日 | しのぶセンセと家なき子●                                      | 吉田紀子   | 東田陽介 | 6.6%   |
| 第8話                                                     | 8月20日 | しのぶセンセの上京▲                                          | 江頭美智留 | 東田陽介 | 5.7%   |
| 第9話                                                     | 8月27日 | しのぶセンセと小さな恋▲ （原題：しのぶセンセの引っ越し）     | 江頭美智留 | 清弘誠   | 5.7%   |
| 第10話                                                    | 9月03日 | しのぶセンセのクリスマス●                                    | 沼津そうる | 池澤辰也 | 5.4%   |
| 第11話                                                    | 9月10日 | しのぶセンセ、最後の事件● （原題：しのぶセンセを仰げば尊し） | 吉田紀子   | 池澤辰也 | 5.5%   |
| 最終話                                                    | 9月17日 | しのぶセンセを仰げば尊し●                                    | 吉田紀子   | 池澤辰也 | 4.4%   |
| 平均視聴率 6.1%（視聴率は関東地区・ビデオリサーチ社調べ） |         |                                                              |            |          |        |